# Liste der Straßen und Plätze in Berlin-Grünau

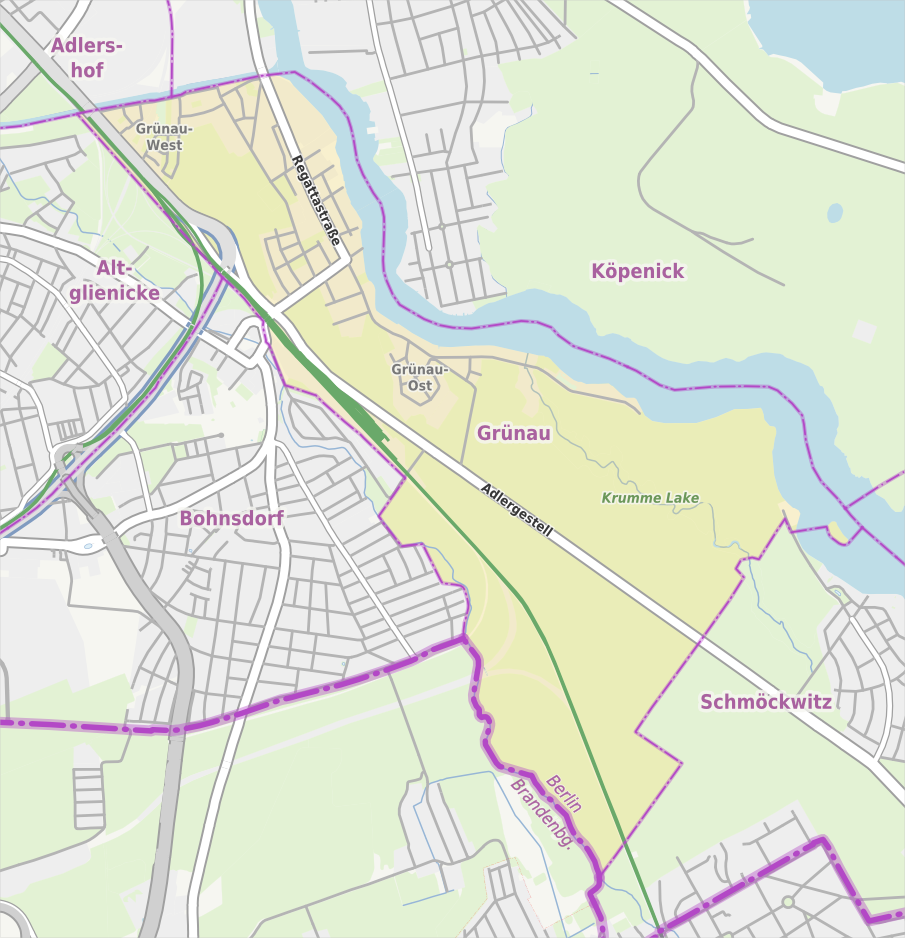
Übersichtskarte von Berlin-Grünau

Die Liste der Straßen und Plätze in Berlin-Grünau beschreibt das Straßensystem im Berliner Ortsteil Grünau mit den entsprechenden historischen Bezügen. Gleichzeitig ist diese Zusammenstellung ein Teil der Listen aller Berliner Straßen und Plätze.

## Überblick

### Straßensystem und Prinzipien seiner Benennung

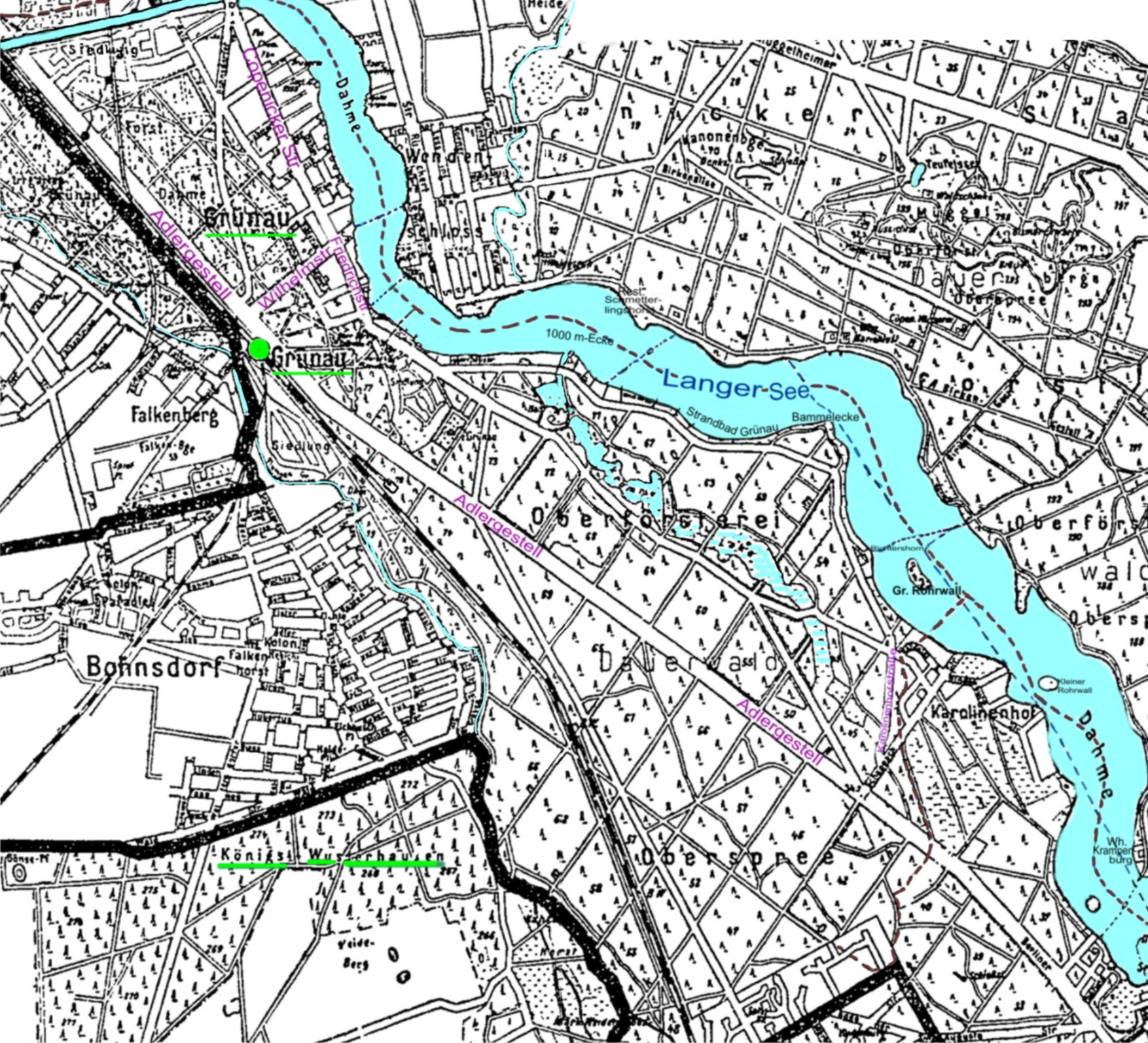
Grünauer Straßensystem 1923; nachkoloriert

Grünau hat 8.376 Einwohner (Stand: 31. Dezember 2024) und umfasst den Postleitzahlenbereich 12527. Das Straßensystem im Ortsteil besteht aus 51 gewidmeten Straßen und einem Platz. Die Länge aller Straßen im Ortsteil beträgt rund 31 Kilometer, dabei setzen sich sechs Straßen in den Nachbarortsteilen unter gleichem Namen fort.
Mitte des 18. Jahrhunderts legten die ersten Kolonisten ein einfaches Straßensystem an und wählten zur Bezeichnung der Verkehrswege Namen, die die Richtung, die Lage oder die Nutzung wiedergaben (wie Bohnsdorf, Cöpenick, Am Kanal, Am Langen See; insgesamt zwölf Straßen). Des Weiteren griffen die Einwohner auf Bezeichnungen aus der Natur zurück (Pflanzen oder Tiere; 15 Straßen). Bei der Erweiterung des Ortsteils und der Anlage neuer Straßen ab dem 20. Jahrhundert kamen auch Personennamen auf die Straßenschilder (9 Straßen). Weitere Straßen der ab den späten 1920er Jahren errichteten „Siedlung an der Bohnsdorfer Straße“ erhielten auf Betreiben der „Gemeinnützigen Baugenossenschaft“ anstelle der Nummerierung Namen nach Gewässern aus Süddeutschland (elf Straßen, beispielsweise nach dem Ammersee, Chiemsee, Eibsee).
Die Bundesstraße 96a führt durch den Ortsteil und liegt im Wesentlichen auf dem Adlergestell. Der Abschnitt zwischen Adlergestell bis zur Ortsteilgrenze an der mittleren Eisenbahnbrücke wurde bei der Neuanlage in den 1960er Jahren auch als Am Seegraben benannt. Der amtliche Name nach der Karte 1:5000, hergestellt durch die bezirklichen Vermessungsämter ist „B 96a (Süd)“.

### Ortsteilgrenzen
Die Nordgrenze entsteht entlang der Südseite des Teltowkanals; mit der Straße Am Kanal grenzt Grünau an die Ortsteile Berlin-Adlershof und Berlin-Köpenick. Die natürliche nordöstliche Grenze bildet der Lauf der Dahme. Die südliche Grenze zum Ortsteil Schmöckwitz mit seinen Ortslagen Karolinenhof und Rauchfangswerder verläuft durch die Spreeheide und den Berliner Stadtforst an namenlosen Waldwegen und am Verlängerten Sandbacher Weg. Daran schließen sich Forsten der Gemeinde Waltersdorf im Landkreis Dahme-Spreewald an. Dann folgen südwestlich entlang der Ostseite des Bahndamms der Görlitzer Bahn die Ortsteile Bohnsdorf und Altglienicke mit ihren Ortslagen Falkenberg und Falkenhorst und schließlich wieder Adlershof.

## Übersicht der Straßen und Plätze
Die nachfolgende Tabelle gibt eine Übersicht über die vorhandenen Straßen und Plätze im Ortsteil sowie einige dazugehörige Informationen.
- Name/Lage: aktuelle Bezeichnung der Straße oder des Platzes. Über den Link Lage kann die Straße oder der Platz auf verschiedenen Kartendiensten angezeigt werden. Die Geoposition gibt die Lage der ungefähren Mitte der Straßenlänge an.
- Im amtlichen Straßenverzeichnis nicht aufgeführte Verkehrswege sind mit * gekennzeichnet.
- Ehemalige oder nicht mehr gültige Straßennamen sind kursiv gesetzt. Für bedeutende ehemalige Straßen oder historische Straßennamen ist gegebenenfalls eine gesonderte Liste vorhanden.
- Länge/Maße in Metern:
Die in der Übersicht enthaltenen Längenangaben sind  gerundete Übersichtswerte, die in Google Earth mit dem dortigen Maßstab ermittelt wurden. Sie dienen Vergleichszwecken und werden, sofern amtliche Werte bekannt sind, ausgetauscht und gesondert gekennzeichnet.
Bei Plätzen sind die Maße in der Form a × b für rechteckige Anlagen und für (ungefähr) dreieckige Anlagen als a × b × c mit a als längster Seite angegeben.
Sofern die Straße auch in benachbarte Ortsteile weiterführt, gibt der Zusatz ‚im Ortsteil‘ an, wie lang der Straßenabschnitt innerhalb des Ortsteils dieses Artikels ist.
- Namensherkunft: Ursprung oder Bezug des Namens.
- Anmerkungen: weitere Informationen über anliegende Baudenkmale oder Institutionen, die Geschichte der Straße und historische Bezeichnungen.
- Bild: Foto der Straße oder eines anliegenden Objektes.

| Name/Lage                         | Länge/Maße (in Metern) | Namensgeber | Datum der Benennung    | Anmerkungen | Bild                                                                                    |
| --------------------------------- | ---------------------- | --- | ---------------------- | --- | --------------------------------------------------------------------------------------- |
| Adlergestell (Lage)               | 5890 (im Ortsteil)     | entweder (1) Gut Adlershoff oder (2) Adler, die entlang des Weges von Wusterhausen nach Berlin auf Stangen gesessen haben sollen                                                                                           | überliefert (17. Jhd.) | Diese längste Berliner Straße durchläuft sieben Ortsteile und reicht von Schmöckwitz (Südost) bis Niederschöneweide (Nordwest), Kreuzung Am Sterndamm. Historische Namen einzelner Abschnitte waren Kurfürstenweg und Reichsapfelstraße. Zu Grünau gehören die Hausnummern 365–375 (ungerade) und 548–610 (gerade). Der Bahnhof Grünau (Adlergestell zwischen 522 und 558) steht unter Denkmalschutz. | Adlergestell am Bahnhof Grünau (von links nach rechts) · Berlin-Grünau Adlergestell     |
| Adlerhorst (*) (Lage)             | 0150                   | Adler, Greifvogel und Horst, Nest dieser Vögel | um 1929                | Das ist eine kurze Verbindungsstraße zwischen Am Kanal und Drosselsteg. Sie wurde lange Zeit in den Adressbüchern nur als „projektierte Straße“ geführt. Noch 1943 gab es hier keine Bebauung. | Berlin-Grünau Adlerhorst                                                                |
| Alkenweg (Lage)                   | 0150                   | Alkenvögel, Vogelfamilie der Regenpfeiferartigen | 21. Feb. 1940          | Er wurde als Straße 864 um das Jahr 1900 angelegt. Der Alkenweg verläuft im leichten Bogen zwischen Waldstraße und Bohnsdorfer Straße. Die Straße umfasst nur elf Hausnummern. | Berlin-Grünau Alkenweg                                                                  |
| Alter Radelander Weg (*) (Lage)   | 2000 (im Ortsteil)     | Vorwerk Radeland, Ursprungssiedlung der Gemeinde Eichwalde in Brandenburg | überliefert 19. Jhd.   | Dieser nicht im amtlichen Verzeichnis enthaltene Weg existierte bereits in früheren Jahrhunderten (erstmals in den Berliner Adressbüchern der 1920er Jahre aufgeführt). Auf verschiedenen Straßenkarten im 21. Jahrhundert wird er auch für Grünau weiterhin ausgewiesen. Sein früherer Verlauf wurde zwischen Wilhelmstraße und Kurfürstenstraße an Parkanlagen und dem Gemeindefriedhof vorbei südostwärts durch den Forst angegeben. Eine Bebauung gab es nicht. In den heutigen Karten führt er geradlinig in Nordwest-Südost-Richtung vom Adlergestell durch den Berliner Forst und die Schmöckwitz-Siedlung bis zur Waldstraße in Eichwalde. Hier trägt er dann den Namen Grünauer Straße. Die beiderseitige Namensgebung zeigt, dass dies eine Verkehrsverbindung zwischen den benachbarten Orten war. | Berlin-Grünau Alter Radelander Weg                                                      |
| Am Kanal (Lage)                   | 0250 (im Ortsteil)     | Teltowkanal | vor 1925               | Der Verkehrsweg erhielt bei seiner Anlage die Bezeichnung Straße am Teltowkanal, sein Verlauf ist zwischen Adlergestell und Cöpenicker Straße angegeben. Er diente als Trasse einer Treidelbahn, die nach Eröffnung des Kanals die Schiffe zog. Mit der Außerdienststellung der Bahn wurde der Straßenverlauf geändert, ihr östlichster Abschnitt verschwand vollständig. Die Straße Am Kanal verläuft nun zwischen Adlergestell an der Stelling-Janitzky-Brücke (West) und Elstersteg (Ost). Das gesamte Areal der Straße mit den Grundstücken 1–31 (dabei sind mehrere geteilte) an der Südseite und dem Teltowkanal an der Nordseite gehört zu Grünau. | Berlin-Grünau Am Kanal                                                                  |
| Ammerseestraße (Lage)             | 0470                   | Ammersee, See in Bayern | 9. Aug. 1929           | Bei der Anlage hieß der Verkehrsweg Straße 873. Er verläuft in Nord-Süd-Richtung zwischen Würmseestraße und Wassersportallee. | Berlin-Grünau Ammerseestraße                                                            |
| Am Ruderverein (Lage)             | 0130                   | Ruderverein | 10. Mai 2016           | Die gemäß dem Beschluss des Bezirksamts Treptow-Köpenick nun öffentlich gewidmete Privatstraße war zuvor eine Planstraße. Sie liegt auf einer vormaligen Gewerbefläche (Chr. Dierig Grünauer Bleiche, Chemische Fabrik Landshoff und Meyer Akt.-Ges.) zwischen Regattastraße und Dahmeufer oberhalb (südlich) vom Teltowkanal. Es ist die mittlere Querstraße zwischen Regattastraße und An der Dahme. |                                                                                         |
| An der Brücke (Lage)              | 0075                   | Grünauer Brücke | 10. Mai 2016           | Die gemäß dem Beschluss des Bezirksamts Treptow-Köpenick nun öffentlich gewidmete Privatstraße war zuvor eine Planstraße. Sie liegt auf der vormaligen Gewerbefläche (Chr. Dierig Grünauer Bleiche, Chemische Fabrik Landshoff und Meyer Akt.-Ges.) zwischen Regattastraße und Dahmeufer oberhalb (südlich) vom Teltowkanal. Es ist die Verlängerung von An der Dahme zum Anschluss des Teltowkanals vor der Brücke. |                                                                                         |
| An der Dahme (Lage)               | 0225                   | Dahme (Fluss) | 10. Mai 2016           | Die gemäß dem Beschluss des Bezirksamts Treptow-Köpenick öffentlich gewidmete Privatstraße war zuvor eine Planstraße. Sie liegt auf einer vormaligen Gewerbefläche (Chr. Dierig Grünauer Bleiche, Chemische Fabrik Landshoff und Meyer Akt.-Ges.) zwischen Regattastraße und Dahmeufer oberhalb (südlich) vom Teltowkanal. Sie erschließt die entlang der Dahme anliegenden Grundstücke zwischen Ankerweg und Relingstraße. |                                                                                         |
| Ankerweg (Lage)                   | 0090                   | Anker | 10. Mai 2016           | Die gemäß dem Beschluss des Bezirksamts Treptow-Köpenick nun öffentlich gewidmete Privatstraße war zuvor eine Planstraße. Sie liegt auf einer vormaligen Gewerbefläche (Chr. Dierig Grünauer Bleiche, Chemische Fabrik Landshoff und Meyer Akt.-Ges.) zwischen Regattastraße und Dahmeufer oberhalb (südlich) vom Teltowkanal. Es ist der nördliche Zugang zwischen Regattastraße und An der Dahme. |                                                                                         |
| Baderseestraße (Lage)             | 0180                   | Badersee, Bergsee in Bayern | 25. Aug. 1939          | Bei seiner Anlage um 1900 hieß der Verkehrsweg Mittelstraße nach seiner Lage im Villenviertel. Die Baderseestraße verbindet die Wassersportallee (Nord) mit der Büxensteinallee (Süd). | Berlin-Grünau Baderseestraße                                                            |
| Bahnhaus (Lage)                   | 0100                   | Bahnhofsgebäude | um 1995                | Im amtlichen Verzeichnis sind für diese Straße elf Hausnummern eingetragen. Sie ist ein Nebenabschnitt der bereits zum größten Teil in Bohnsdorf liegenden Gründerstraße, wo 1935 ein Bahnsteig mit Abfertigungshäuschen für die ehemalige Gutsbahn nach Diepensee stand. | Berlin-Grünau Bahnhaus                                                                  |
| Birkheidering (Lage)              | 0790                   | Flurname Birkheide | 3. Juni 1935           | Ein Teilstück dieser Straße hieß ab zirka 1920 Birkenallee, drei weitere waren um 1900 bereits als Weg 282, Weg 284 und Weg 286 angelegt worden. In der Zusammenführung unter neuem Namen entstand die heutige halbringförmige Straße in der damaligen „Siedlung Grünau Ost“. Der Verkehrsweg beginnt am Linderoder Weg in südöstliche Richtung, macht an der Parzelle 20 einen Schwenk nach West etwa bis zur Parzelle 40 und wendet sich dann nach Norden. Der Birkheidering endet an der Trasse der Uferbahn als Sackgasse. Er umfasst 84 Hausnummern. | Berlin-Grünau Birkheidering                                                             |
| Bohnsdorfer Straße (Lage)         | 0480 + 1110            | Bohnsdorf, Richtung | vor 1893               | Sie verläuft vom Knick der Dahme (Gabel Regattastraße/Tauchersteig) bis zur Waldstraße südwärts und ist bis dahin für den Kraftverkehr benutzbar. Der weiterführende längere südliche Abschnitt ist ein Fuß- und Radweg durch ein Waldgebiet. In diesem damals Bohnsdorfischen Busch genannten Bereich stand bis in die 1940er Jahre eine kleine Gedenkhalle, die daran erinnerte, dass Kurfürst Joachim Friedrich hier im Jahre 1608 nach einem Schlaganfall verstorben war. Es gibt Bemühungen, den Ort wieder zu einer Gedenkstätte aufzuwerten. Zwischen Bohnsdorfer Straße und Regattastraße 10 stehen die denkmalgeschützten Gebäude der 1889 eröffneten Gasanstalt Grünau. Südlich schließt sich das Gelände der ,Dahme-Spree-Kaserne’ der Bundeswehr an, deren Haupteingang in der Regattastraße 12 liegt. | Berlin-Grünau Bohnsdorder Straße                                                        |
| Büxensteinallee (Lage)            | 0600                   | Friedrich Wilhelm Georg Büxenstein (1857–1924), Verleger und Druckereibesitzer, der sich um den Ausbau des Wassersports in Grünau verdient gemacht hat                                                                     | 3. Nov. 1938           | Die Straße hieß um 1870 zuerst Falkenberger Allee, ab ca. 1920 bis 1938 war sie ein Teil der Bahnhofstraße. Sie verbindet die Regattastraße mit dem Parksteig in Ost-West-Führung und umfasst 26 Hausnummern. | Berlin-Grünau Büxensteinallee                                                           |
| Chiemseestraße (Lage)             | 0130                   | Chiemsee, See in Bayern | 9. Aug. 1929           | Die Chiemseestraße wurde um 1900 als Straße 877 angelegt. Sie verbindet die Ammerseestraße (West) mit der Walchenseestraße (Ost) und umfasst elf Hausnummern. | Berlin-Grünau Chiemseestraße                                                            |
| Dahmestraße (Lage)                | 0430                   | Dahme, nahe gelegener Fluss | 1922                   | Anfangs wurde ihr Verlauf zwischen Stromstraße und Jägerstraße angegeben. Diese beiden Verkehrswege heißen seit 1939 Schliersee- und Rießerseestraße. Von der Ecke Königsseestraße geht nordostwärts ein gleichnamiger Fußweg durch eine Grünanlage direkt zum Ufer des Flusses. | Berlin-Grünau Dahmestraße                                                               |
| Don-Ugoletti-Platz (Lage)         | 0100 × 90              | Don Alberto Ugoletti, Pfarrer in der italienischen Gemeinde Albinea in der Provinz Emilia-Romagna; hatte verhindert, dass fünf wegen Wehrkraftzersetzung 1944 hingerichtete deutsche Soldaten namenlos „verscharrt“ wurden | 6. Juni 2008           | In früheren Adressbüchern gab es die Örtlichkeit Am Kirchplatz, die als Sackgasse in die später benannte Eibseestraße einbezogen wurde. Der Platz vor der Kirche wurde in den 1930er Jahren offiziell als Kirchhofplatz (zwischen Kochelseestraße und Eibseestraße) ausgewiesen. Ab den 1950er Jahren bis 2008 trug der Platz vor der Friedenskirche keinen Namen. Die Neubenennung des Kirchplatzes steht in direkter Beziehung zur seit September 1997 bestehenden Städtepartnerschaft des Bezirks Treptow-Köpenick mit der italienischen Stadt Albinea. Vorschläge zur Umgestaltung, vor allem städtebaulichen Aufwertung dieses Platzes, sind erwünscht, weil regional ein „ortstaugliches“ Zentrum gesucht wird; Geld hat die Bezirksverwaltung jedoch nicht eingeplant. Bisher dient die Fläche teils als Parkplatz, Entladezone und teils für Großveranstaltungen wie den Weihnachtsmarkt. Die seit langem aufgelassene Begräbnisstätte neben der Kirche wird gärtnerisch nicht gepflegt und nachts nur von einer alten Straßenlaterne erhellt. | Don Ugoletti-Platz vor der Friedenskirche                                               |
| Drosselsteg (Lage)                | 0300                   | Drossel, einheimischer Singvogel | vor 1926               | Der Drosselsteg geht nordostwärts vom Adlergestell ab und endet Am Kanal. Er erschließt die Gartensiedlung Grünau. Im Berliner Adressbuch 1926 ist er erstmals enthalten mit dem Hinweis „unbebaut“. | Berlin-Grünau Drosselsteg                                                               |
| Eibseestraße (Lage)               | 0200                   | Eibsee, See in Bayern | 25. Aug. 1939          | Diese Straße wurde um 1900 angelegt und hieß zuerst Viktoriastraße. Sie läuft von der Wassersportallee in Nordrichtung bis zur Kochelseestraße am Don-Ugoletti-Platz (Kirche). | Berlin-Grünau Eibseestraße                                                              |
| Elstersteg (Lage)                 | 0260                   | Elster, einheimischer Krähenvogel | vor 1925               | Der Elstersteg verlief anfangs zwischen Adlergestell und Cöpenicker Straße und damit parallel zur Straße am Teltowkanal. Nach den heutigen amtlichen Dokumenten verbindet er den Alkenweg (Süd) mit Am Kanal (Nord); er umfasst vier Grundstücke in der Gartensiedlung Grünau. | Berlin-Grünau Elstersteg                                                                |
| Fähenweg (Lage)                   | 090                    | Fähe, weibliches Tier des Fuchses und des Wolfes | 1. Nov. 2014           | Die Stichstraße zweigt von der Waldstraße ab und führt in ein in den 2010er Jahren entstandenes Neubaugebiet. | Berlin-Grünau Fähenweg                                                                  |
| Finkenschlag (Lage)               | 0320                   | Finken, Familie einheimischer Singvögel und ,Schlag’ bezeichnet ihren typischen Gesang | vor 1926               | Die Straße in der Gartensiedlung Grünau verläuft leicht bogenförmig zwischen Hasenlauf und Elstersteg in West-Ost-Richtung. Bei ihrer Anlage um 1925 ging sie als Sackgasse von der Bohnsdorfer Straße ab. | Berlin-Grünau Finkenschlag                                                              |
| Friedrich-Wolf-Straße (Lage)      | 0390 + 970 (Äste)      | Friedrich Wolf (1888–1953), Schriftsteller | 14. Feb. 1964          | Angelegt wurde der Verkehrsweg um 1900 als Straße 865. Er geht zunächst westwärts von der Regattastraße ab, macht an der Parzelle 2 einen 90-Grad-Knick nach Süden, wo er sich verzweigt und das Wohnviertel mit den in den 1960er Jahren errichteten vierstöckigen Reihenhäusern erschließt. Die Friedrich-Wolf-Straße mündet nach mehrfach leicht verschwenkter Trasse an der Lahmertstraße. Die Hausnummern reichen von 1 bis 70. | Berlin-Grünau Friedrich-Wolf-Straße                                                     |
| Fuchsbau (Lage)                   | 0260                   | Fuchsbau, erdgebundene Wohnhöhle des Fuchses | um 1966                | Diese Straße in der Gartensiedlung Grünau verbindet den Schilfsängersteig (Süd) mit dem Grauammerpfad (Nord). | Berlin-Grünau Fuchsbau                                                                  |
| Gaffelsteig (Lage)                | 0190                   | Gaffel | 10. Mai 2016           | Die gemäß dem Beschluss des Bezirksamts Treptow-Köpenick nun öffentlich gewidmete Privatstraße war zuvor eine Planstraße auf der vormaligen Gewerbefläche (Chr. Dierig Grünauer Bleiche, Chemische Fabrik Landshoff und Meyer Akt.-Ges.) zwischen Regattastraße und Dahmeufer oberhalb (südlich) vom Teltowkanal. Es ist die mittlere Parallelstraße zwischen Regattastraße und An der Dahme. |                                                                                         |
| Grauammerpfad (Lage)              | 0370                   | Grauammer, Singvogel | 11. Mai 1938           | Der Weg, nach 1900 angelegt als Straße 57, beginnt am Adlergestell zunächst in Nordostrichtung. Etwa bei der Parzelle 20 macht er einen Schwenk nach Osten und mündet dann auf den Weg Hasenlauf. | Berlin-Grünau Grauammerpfad                                                             |
| Gründerstraße (Lage)              | 0200 (im Ortsteil)     | Gründung, vermutlich zur Erinnerung an die ersten Kolonisten, die Grünau gründeten | vor 1920               | Der historische Verlauf war zwischen Dahmestraße und Richterstraße (beide nach den letzten Gebietsreformen zu Bohnsdorf gehörend). Nur die Nordseite des nördlichsten Teilstücks zwischen Plumpengraben und S-Bahnhof Grünau gehört noch zu Grünau. Die Parzelle liegt am Bahndamm und ist nicht bebaut. | Gründerstraße                                                                           |
| Hanffs Ruh (Lage)                 | 0020                   | Restaurant ,Hanff’s Ruh’ | vor 1922               | Nur eine Parzelle gehört dazu. Drum herum entwickelte sich eine Kleingartenanlage, die den Namen übernahm. Offizielle Adresse der heute noch vorhandenen Gaststätte ist Rabindranath-Tagore-Straße 25. Im Jahr 1930 taucht auch die Schreibweise „Hauffs Ruh“ auf mit dem Hinweis auf die Hauffschen Erben als Eigentümer. Offensichtlich wurden hier „u“ und „n“ verwechselt. | Berlin-Grünau Hanff's Ruh'                                                              |
| Hasenlauf (Lage)                  | 0650                   | Hasen, in Deutschland weit verbreitetes Niederwild | vor 1926               | Die Straße, zu Beginn des 20. Jahrhunderts angelegt, beginnt in der Gartensiedlung am Schilfsängersteig und führt nordwärts zur Straße Am Kanal. Die Namensgebung erfolgte erst im Jahr 1925. | Berlin-Grünau Hasenlauf                                                                 |
| Horst-Kunze-Weg (Lage)            | 0150                   | Horst Kunze (1909–2000), Bibliothekar, 1950–1976 Generaldirektor der Staatsbibliothek Unter den Linden | 29. Sep. 2011          | Der Verkehrsweg, angelegt als Straße 901, verbindet die Regattastraße (Nord) mit der Rabindranath-Tagore-Straße (Süd). Das südwärts weiterführende Teilstück trägt keinen Namen, es bildet die Zufahrt zum Städtischen Friedhof Grünau. | Berlin-Grünau Horst-Kunze-Weg                                                           |
| Kablower Weg (Lage)               | 0150 (im Ortsteil)     | Kablow, Ort in der Mark Brandenburg, bekannt geworden durch eine Ziegelei, die ihre Produkte an die deutsche Hauptstadt lieferte                                                                                           | 24. Aug. 1936          | Der Abschnitt des Verkehrsweges zwischen Plumpengraben und Adlergestell hieß bei seiner Anlage um 1920 Nordstraße, das parallel zum Graben nordwestwärts verlaufende Stück war das südliche Ende der Gründerstraße. Die Hausnummern 1–89 liegen im Ortsteil Bohnsdorf, wo der Kablower Weg in Nordwest-Südost-Richtung verläuft. An seinem südlichen Ende knickt er nach Nordosten ab und führt unter dem Bahndamm hindurch bis an das Adlergestell heran. Nur die hier vorhandene Parzellennummer 92 gehört seit der letzten Verwaltungsreform 2001 zu Grünau. Als Fußweg ohne Namen setzt sich der Weg durch den Forst an der Friedhofsmauer entlang bis zur Rabindranath-Tagore-Straße fort. | Berlin-Grünau Kablower Weg                                                              |
| Kanutenweg (Lage)                 | 0080                   | Kanute, Wassersportler | 29. Sep. 2011          | Bis 2011 hieß der Verkehrsweg Straße 902. Er geht als Sackgasse vom Horst-Kunze-Weg ostwärts ab und umfasst nur sechs Hausnummern. | Berlin-Grünau Kanutenweg                                                                |
| Kochelseestraße (Lage)            | 0350                   | Kochelsee, See in Bayern | 9. Aug. 1929           | Sie wurde als Straße 878 angelegt und verläuft vom Don-Ugoletti-Platz südwestwärts bis zur Tegernseestraße. | Berlin-Grünau Kochelseestraße                                                           |
| Königsseestraße (Lage)            | 0220                   | Königssee, See in Bayern | 25. Aug. 1939          | Bei der Erstanlage um 1900 erhielt der Verkehrsweg den Namen Königstraße. Er verläuft nordostwärts ab der Regattastraße und endet als Sackgasse am Ufer der Dahme. | Berlin-Grünau Königsseestraße                                                           |
| Lahmertstraße (Lage)              | 0490 + 350             | Lahmert, Gutsbesitzer (gest. 1821), Eigentümer der Fläche, über die die Straße führt | um 1900                | Der Namensgeber war ein Nachkomme einer aus der Pfalz stammenden Kolonistenfamilie. Die Lahmertstraße, bereits um 1900 angelegt, verbindet die Walchenseestraße (Südwest) mit der Regattastraße (Nordost) und führt darüber hinaus bis zum Ufer der Dahme. Gegenüber der Friedrich-Wolf-Straße bildet sie ein südwärts führendes Erschließungsstück in der Villenkolonie. | Berlin-Grünau Lahmertstraße                                                             |
| Laubnitzer Pfad (Lage)            | 0080                   | ,Laubnitz’, Ort in der Provinz Brandenburg östlich der Oder (Amtsbezirk Kamenz), heute Ortsteil Lubanice in der Gemeinde Kamieniec Ząbkowicki, Polen                                                                       | 3. Mai 1935            | Der Laubnitzer Pfad, angelegt als Straße 882 in der damaligen „Siedlung Grünau Ost“, verbindet den Birkheidering mit dem Steinbindeweg. Er umfasst nur vier Hausnummern. | Berlin-Grünau Laubnitzer Pfad                                                           |
| Libboldallee (Lage)               | 0250                   | Georg Nicolaus Libbold, (18. Jhd.), Kolonist aus der Pfalz, späterer Grundbesitzer und erster Dorfschulze der „Grünen Aue“                                                                                                 | 25. Aug. 1939          | Der Verkehrsweg wurde um 1900 in den Teilen Kürfürstenallee und Kurfürstenstraße angelegt. Die Libboldallee verläuft von der Regattastraße in südwestliche Richtung als Sackgasse, die vor dem Parksteig endet. Neben den zuerst entstandenen Villen auf der nördlichen Straßenseite sind drei größere moderne Wohngebäude auf der südlichen Straßenseite an der Wende zum 21. Jahrhundert hinzugekommen. | Berlin-Grünau Libboldallee                                                              |
| Linderoder Weg (Lage)             | 0280                   | ,Linderode’, Ort in der Provinz Brandenburg östlich der Oder, heute Lipinki Łużyckie in der Woiwodschaft Lebus, Polen | 3. Mai 1935            | Angelegt wurde der Verkehrsweg in den Teilen Straße 883 und Fußweg 883a in der damaligen „Siedlung Grünau Ost“. Er verläuft vom Birkheidering (Südwest) bis Zur Uferbahn (Nordost). | Berlin-Grünau Linderoder Weg                                                            |
| Lummenweg (Lage)                  | 0200                   | Lummen, Seevögel | 21. Feb. 1940          | Bei seiner Anlage vor 1920 hieß der Verkehrsweg Straße 863. Er liegt im Nordostbereich von Grünau und verbindet den Alkenweg (Süd) mit dem Tauchersteig (Nord) im leichten Bogen verlaufend. | Berlin-Grünau Lummenweg                                                                 |
| Parksteig (Lage)                  | 0310                   | Park | 9. Nov. 1926           | Der Weg wurde vor 1920 als Am Park angelegt. Er führt von der Libboldallee am östlichen Rand einer Grünfläche vorüber bis zur Wassersportallee. Der Parksteig umfasst nur drei Parzellen. | Berlin-Grünau Parksteig                                                                 |
| Rabindranath-Tagore-Straße (Lage) | 0890                   | Rabindranath Tagore, indischer Philosoph und Schriftsteller, Literatur-Nobelpreisträger | 6. Mai 1961            | Der als Straße 900 zu Beginn des 20. Jahrhunderts angelegte Verkehrsweg wurde ab zirka 1940 inoffiziell auch als Chaussee nach Schmöckwitz bezeichnet. Ihren Namen erhielt die Straße auf Vorschlag des Indologen Walter Ruben zum 100. Geburtstag von Tagore. Zur feierlichen Namensgebung waren Ruben, der indische Gastprofessor Nohamad Asraf und weitere Persönlichkeiten des öffentlichen Lebens anwesend (siehe Bild). | Straßenumbenennung in Grünau, Mai 1961 · Berlin-Grünau Rabindranath-Tagore-Straße       |
| Regattastraße (Lage)              | 2980                   | Regatta, wassersportliche Wettkämpfe, die hier auf der Dahme seit 1882 regelmäßig ausgetragen werden | 23. März 1925          | Der Verkehrsweg hieß zuerst der Friedrichstraße, die bereits um 1880 angelegt worden war. Um 1940 integrierte man die ebenfalls im 19. Jahrhundert bereits vorhandene Cöpenicker Straße in den Straßenverlauf. Die Hausnummern wurden danach neu vergeben, sie reichen nun von 6 bis 283. Die in der Regattastraße erhaltenen Wohnhäuser, Gebäude von Wassersportvereinen, ein Schulgebäude sowie die ungenutzten Gebäudeensembles (Stand: Ende 2012) Gesellschaftshaus Grünau und Riviera sind gelistete Baudenkmale. Im südlichen Teil befinden sich viele Wassersportvereine mit ihren Vereinshäusern sowie die Regattastrecke Berlin-Grünau mit dem Wassersportmuseum. | Berlin-Grünau Regattastraße · Baudenkmal Funkhaus Grünau · Grünau Regattastraße Tribüne |
| Relingstraße (Lage)               | 0180                   | Reling | 10. Mai 2016           | Die gemäß dem Beschluss des Bezirksamts Treptow-Köpenick nun öffentlich gewidmete Privatstraße war zuvor die Planstraße auf der vormaligen Gewerbefläche (Chr. Dierig Grünauer Bleiche, Chemische Fabrik Landshoff und Meyer Akt.-Ges.) zwischen Regattastraße und Dahme oberhalb (südlich) vom Teltowkanal. Es ist die südliche Querstraße zwischen Regattastraße und An der Dahme. |                                                                                         |
| Richterstraße (Lage)              | 0120 (im Ortsteil)     | Ferdinand Gustav Richter (1843–1918), Grundbesitzer und Kommunalpolitiker | 1904                   | Die Anlage dieses Verkehrsweges geht auf den langjährigen Gemeindevorsteher von Alt-Glienicke zurück und erfolgte auf seinem Grundbesitz. Zu Grünau gehören die Grundstücke Nummer 11, 12 und 13, das ist der Abschnitt zwischen Gründerstraße und der Einmündung der Wassersportallee am S-Bahnhof Grünau. Die übrigen Hausnummern liegen in Bohnsdorf. | Berlin-Grünau Richterstraße · Berlin-Grünau Richterstraße                               |
| Rießerseestraße (Lage)            | 0180                   | Rießersee, See in Bayern | 25. Mai 1939           | Der Verkehrsweg erhielt bei seiner Anlage zu Beginn des 20. Jhds. den Namen Stromstraße. Die Straße geht nordostwärts von der Regattastraße ab und endet am Ufer der Dahme. | Berlin-Grünau Rießerseestraße                                                           |
| Schilfsängersteig (Lage)          | 0240                   | Schilfsänger, Zug- und Singvögel, die im Schilf (Röhricht) am Wasser nisten | 11. Mai 1938           | Der Steig wurde als Straße 60 in der Gartensiedlung Grünau um 1920 angelegt. Er verbindet den Grauammerpfad mit Hasenlauf. | Berlin-Grünau Schilfsängersteig                                                         |
| Schlierseestraße (Lage)           | 0240                   | Schliersee, See in Bayern | 25. Mai 1939           | Die Straße erhielt nach ihrer Anlage um 1900 den Namen Jägerstraße. Sie geht nordostwärts von der Regattastraße ab und führt bis zum Ufer der Dahme. Auf dem Grundstück Jägerstraße 6a wurde die Feuerwache errichtet, die von den Kameraden der 1877 gegründeten Freiwilligen Feuerwehr Grünau besetzt wurde. Nach der Straßenumbenennung befindet sich das Feuerwehrhaus unter der Adresse Schlierseestraße 10. Im Jahr 1975 wurde das Gebäude rekonstruiert. 2012 werden für diesen Standort 14 aktive Kameraden sowie 18 Mitglieder der Jugendfeuerwehr Grünau genannt. | Berlin-Grünau Schlierseestraße                                                          |
| Sportallee (*) (Lage)             | 210                    | Sport | 1923                   | Die Allee ist ein Fuß- und Radweg. Sie verläuft von der Büxensteinallee (Nordwest) zur Libboldallee Ecke Parksteg (Südost) geradlinig durch eine Grünanlage. | Berlin-Grünau Sportallee                                                                |
| Sportpromenade (Lage)             | 2230 (im Ortsteil)     | Sport | 23. März 1925          | Bei seiner Anlage gegen Ende des 19. Jahrhunderts hieß der Verkehrsweg Am Langen See. Mit der Umbenennung in Sportspromenade (bis 1931 noch mit Fugen-s) wurde ein nördlicher Abschnitt zeitgleich als Regattastraße ausgegliedert. Am Langen See (später: Sportspromenade 1) wurde 1898 das Sportdenkmal eingeweiht, das 1973 dem Abriss anheimfiel. Am Grundstück Nummer 9 befindet sich das Berlin-weit bekannte Strandbad Grünau, das als Freibad in der Dahme jedes Jahr zwischen Juni und August geöffnet ist. Zahlreiche Wassersportvereine waren und sind Anlieger dieser parallel zum Ostufer des Flusses verlaufenden Straße. Die Promenade setzt sich ab Grundstück 19 im Ortsteil Schmöckwitz fort. Neben dem Weg verläuft die Strecke der Schmöckwitz–Grünauer Uferbahn. | Berlin-Grünau Sportpromenade · Berlin-Grünau Sportpromenade Strandbad Grünau            |
| Steinbindeweg (Lage)              | 0430                   | Försterei ,Steinbinde’ | 3. Mai 1935            | Dieser Weg wurde aus Straße 881 und Straße 885 zusammengelegt und ab 1928 zuerst Oberförsterei Grünau genannt. Erst 1935 bekam der Weg seinen heutigen Namen. Er beginnt an der Regattastraße in Höhe der Gleiskurve der Uferbahn und verläuft zunächst südwärts. Nach rund 80 Metern macht er einen Schwenk südostwärts, führt am heutigen ,Forsthaus Grünau’ vorbei, kreuzt den Linderoder Weg und mündet auf den Birkheidering. | Berlin-Grünau Steinbindeweg                                                             |
| Tauchersteig (Lage)               | 0320                   | Taucher; Familie von Wasservögeln, zu denen die Lappentaucher und die Seetaucher gehören | 21. Feb. 1940          | Ein Teil seiner östlichen Trasse verläuft auf der früheren Straße am Teltowkanal. Im Jahr 1940 erschien der Weg unter dem Namen Straße 852a im Adressbuch (zwischen Regattastraße und Elstersteg). Vor seiner nun gültigen Benennung – in Anlehnung an Straßennamen der Umgebung aus der Natur – soll er inoffiziell auch als Interessentenweg bezeichnet worden sein. Der Tauchersteig geht von der Straßengabelung Bohnsdorfer Straße / Regattastraße westwärts ab, folgt dem Südufer des Teltowkanals und mündet auf den Elstersteg. | Berlin-Grünau Tauchersteg                                                               |
| Tegernseestraße (Lage)            | 0450                   | Tegernsee, See in Bayern | 2. Okt. 1936           | Die Tegernseestraße wurde als Straße 874 in den 1920er Jahren angelegt. Sie geht nordwestwärts von der Wassersportallee ab. An der Einmündung der Kochelseestraße setzt sich der Verkehrsweg als Würmseestraße fort. | Berlin-Grünau Tegernseestraße                                                           |
| Teichmummelring (Lage)            | 0490                   | Teichmummel | 10. Mai 2016           | Die gemäß dem Beschluss des Bezirksamts Treptow-Köpenick nun öffentlich gewidmete Privatstraße war zuvor Planstraße auf der vormaligen Gewerbefläche (Chr. Dierig Grünauer Bleiche, Chemische Fabrik Landshoff und Meyer Akt.-Ges.) zwischen Regattastraße und Dahme oberhalb (südlich) vom Teltowkanal. Diese Ringstraße erschließt von der Regattastraße zum Dahmeufer und zur Regattastraße die Siedlungsgrundstücke im Inneren des Rings in 50 Meter Breite. |                                                                                         |
| Walchenseestraße (Lage)           | 0780                   | Walchensee, See in Bayern | 9. Aug. 1929           | Der Verkehrsweg entstand aus der Kirchhofstraße (südlicher Abschnitt) und der Straße 879, die beide um 1900 angelegt wurden. An der Walchenseestraße 40 befindet sich die Grünauer Gemeinschaftsschule, die seit 2008/2009 am Berliner Pilotprojekt der Integrierten Sekundarschule teilnimmt. Südwestlich an der Walchenseestraße bis zur Lahmertstraße erstreckt sich ein Sportplatz. Ab der Ecke Kochelseestraße bildet die Straße einen gleichnamigen südwestwärts führenden Fußweg durch eine Grünanlage. | Berlin-Grünau Walchenseestraße Flugbereitschaft · Berlin-Grünau Walchenseestraße        |
| Waldkiefernring (Lage)            | 0290                   | Waldkiefer, Baumart | 1. Nov. 2014           | Die U-förmige Straße führt durch ein in den 2010er Jahren entstandenes Neubaugebiet. Ihr nördlicher Schenkel zweigt vom Erlensteg ab und ihr südlicher von der Waldstraße. | Berlin-Grünau Waldkiefernring                                                           |
| Waldstraße (Lage)                 | 0420                   | Wald | vor 1925               | Diese Waldstraße liegt vollständig in Grünau und bildet die Ostgrenze eines Waldstücks (Jagen 84 und 86). Sie stellt eine Straßenverbindung zwischen dem Elstersteg (Nord) und der Walchenseestraße dar und umfasst die Hausnummern 2–30 (gerade) und 17–35 (ungerade). Sie sollte nicht mit gleichnamigen Straßen in benachbarten Ortsteilen verwechselt werden, die andere amtliche Nummern haben. | Berlin-Grünau Waldstraße                                                                |
| Waldvogelweg (Lage)               | 0120                   | Waldvogel, Sammelbegriff für Vogelarten, die überwiegend in Wäldern leben | um 1930                | Der Weg verläuft zwischen Grauammerpfad und Fuchsbau in der Gartensiedlung Grünau. | Berlin-Grünau Waldvogelweg                                                              |
| Wassersportallee (Lage)           | 0740                   | Wassersport | 3. Nov. 1938           | Bei der Anlage des Straßensystems zum Ende des 19. Jhd. erhielt dieser West-Ost-Verkehrsweg den Namen Wilhelmstraße. Sie galt zusammen mit der Viktoriastraße und der Friedrichstraße als eine der Hauptstraßen von Grünau. Das östliche Ende dieser Straße ist mittels der F12 über den Langen See mit der Müggelbergallee in Köpenick, Bereich Wendenschloß, verbunden. Das westliche Ende befindet sich an der Gabelung mit der Richterstraße / Bruno-Taut-Straße unter der Bahnbrücke. 67 Parzellen liegen an dieser Straße. Die Straße wird bis zum Bahnhof Grünau von der Straßenbahnlinie 68 befahren. Am Bahnhof besteht eine Umsteigemöglichkeit in die Schmöckwitz–Grünauer Uferbahn. | Berlin-Grünau Wassersportallee · Berlin-Grünau Wassersportallee                         |
| Würmseestraße (Lage)              | 0210                   | Würmsee, alter Name des Starnberger Sees, See in Bayern | 9. Aug. 1929           | Die Würmseestraße wurde zu Beginn des 20. Jhd. als Straße 824 angelegt. Sie ist die nördliche Fortsetzung der Tegernseestraße und macht etwa nach der halben Länge einen Schwenk nach Osten. Dort mündet sie auf die Walchenseestraße. | Berlin-Grünau Würmseestraße                                                             |
| Zur Uferbahn (Lage)               | 0250 + 200             | Schmöckwitz–Grünauer Uferbahn, eine rund acht Kilometer lange Straßenbahnstrecke entlang des Dahmeufers, 1912 eröffnet | 17. Dez. 2001          | Die Straße wurde im Zusammenhang mit dem Bau der Straßenbahn um 1905 als Straße 880 angelegt, wobei ihr Verlauf (noch 1943) zwischen Regattastraße und Birkheidering/Steinbindeweg angegeben war. Demzufolge wurde sie erst später bis zum Adlergestell durchgezogen. Sie verläuft in einem zweiten Abschnitt ab ihrer nördlichsten Stelle ab Steinbindeweg südlich der Bahntrasse parallel zur Regattastraße bis zur Rabindranath-Tagore-Straße. | Berlin-Grünau Zur Uferbahn                                                              |

## Ehemalige und geplante Straßen
Grundlage dieser Zusammenstellung waren Berliner Stadtpläne aus den Jahren 1894 und 1984 sowie die online-verfügbaren Adressbücher zwischen 1922 und 1943.
| Name                              | Namensgeber                                                              | von wann | bis wann  | heutiger Name                                                          | Erläuterungen |
| --------------------------------- | ------------------------------------------------------------------------ | -------- | --------- | ---------------------------------------------------------------------- | --- |
| Am Langen See                     | Langer See                                                               | 19. Jhd. | 1925      | →Regattastraße und →Sportpromenade (Nord und Mittelbereich der Straße) | Ein kleiner Südostabschnitt behielt diesen Namen und gehört zum Ortsteil Berlin-Schmöckwitz, Ortslage Karolinenhof. Im Adressbuch 1922 ist dieser Verkehrsweg mit dem Hinweis „gehört zum Grünau-Dahme-Forst“ aufgeführt. Er lag dabei zwischen der Friedrichstraße und der Gemarkung Karolinenhof Hier hatten sich nach der Gründung des ersten Berliner Rudervereins durch Friedrich Wilhelm Georg Büxenstein in kurzer Folge weitere Wassersportvereine niedergelassen wie der ,Berliner Regattaverein’, der ,Berliner Seglerklub’, der Seglerklub ,Ahoi’, der ,Akademische Ruderverein zu Berlin’, der ,Berliner Ruderclub 'Sport Borussia'’, die ,Rudergesellschaft 'Viktoria'’. Fast alle hatten sich prunkvolle Bootshäuser errichten lassen. Außerdem stand das 1898 eingeweihte Sportdenkmal hier. Eine Quelle gibt an, dass um 1900 am Langen See rund 50.000 Wassersportfans an warmen Sommertagen anwesend waren. |
| Am Park                           | Park                                                                     | vor 1922 | 1926      | →Parksteig                                                             | |
| Am Wege nach Karolinenhof         | Karolinenhof, Richtung                                                   | vor 1922 | 1935      | –                                                                      | Querstraße von Hanffs Ruh; auf der Übersichtskarte 1923 auch als Karolinenhof-Straße eingetragen. Später ist er als namenloser Weg durch den Forst erhalten. |
| Bahnhofstraße                     | Bahnhof Berlin-Grünau                                                    | vor 1922 | 1938      | →Büxensteinallee.                                                      | Die Straße verlief von der Friedrichstraße (an der Dahme) über die Mittelstraße bis Am Park (später Parksteig) in Richtung auf den Bahnhof Grünau. Der westliche Abschnitt dieser Straße geht als Fußweg durch eine Grünanlage und wurde nicht amtlich bezeichnet. |
| Cöpenicker Straße                 | Cöpenick, Richtung                                                       | 19. Jhd. | 1935      | nördlicher Bereich der →Regattastraße                                  | Dieser Verkehrsweg verlief zwischen dem Teltowkanal und der Wilhelmstraße (heute Wassersportallee). |
| Falkenberger Allee                | Falkenberg – ein örtlicher Höhenzug zwischen Bohnsdorf und Alt-Glienicke | 19. Jhd. | 1938      | →Büxensteinallee (Grünauer Abschnitt)                                  | |
| Feldweg                           | Feld, Weg an (oder zu) einer landwirtschaftlichen Fläche                 | 1922     |           |                                                                        | Nur als Querstraße der Cöpenicker Straße mehrfach aufgeführt, das war demnach nur eine inoffizielle Bezeichnung. |
| Friedrichallee                    | Friedrich der Große                                                      | vor 1922 | ?         |                                                                        | vom Adlergestell zur Kirchhofstraße verlaufend; stets als „unbebaut“ vermerkt, später wohl aufgehoben. |
| Friedrichstraße                   | Friedrich der Große                                                      | vor 1920 | 1935      | →in die Regattastraße einbezogen                                       | Diese und die Wilhelmstraße wurden bereits um 1900 mit zwei- bis dreigeschossigen Wohn- und Geschäftshäusern im Gründerzeitstil bebaut und zählten als „Ortsmitte“. |
| Hauptallee                        | Wichtigkeit in der Kolonistensiedlung                                    | 1923     | –         |                                                                        | Beginn an der Wilhelmstraße; stets mit „unbebaut“ vermerkt. Im Jahr 1940 wurde die Allee relativiert mit dem Hinweis „nur ein Parkweg“. |
| Jägerstraße                       | Jäger                                                                    | vor 1922 | 1939      | →Schlierseestraße                                                      | von der Cöpenicker Straße zur Dahme führend |
| Kirchhofstraße                    | Friedhof an der Kirche                                                   | vor 1922 | 1929      | →Walchenseestraße                                                      | |
| Königstraße                       | König, Herrschertitel                                                    | vor 1922 | 1939      | →Königsseestraße                                                       | |
| Kurfürstenstraße, Kurfürstenallee | Kurfürst, Herrschertitel                                                 | vor 1922 | 1939      | →Libboldallee                                                          | |
| Nordstraße                        | Lage im Norden des Straßensystems von Bohnsdorf (Ortslage Falkenhorst)   | vor 1922 | 1936      | →Kablower Weg                                                          | |
| Parkweg                           | Park                                                                     | vor 1922 |           | →Hauptallee                                                            | |
| Platz am Sportdenkmal             | Sportdenkmal                                                             | 1898     | 1973      | aufgehoben                                                             | Abriss des Denkmals 1973 |
| Privatweg                         | Privatweg                                                                | vor 1922 | nach 1943 | –                                                                      | ging von der Cöpenicker Straße (der späteren Regattastraße) ab. |
| Reichsapfelstraße                 | Reichsapfel, Herrschaftszeichen des preußischen Königs                   | 18. Jhd. | 19. Jhd.  | als Teilabschnitt in das →Adlergestell einbezogen                      | |
| Schulweg                          | Schule                                                                   | 1927     | nach 1943 | aufgehoben                                                             | Ab dem Jahr 1927 wurde im Adressbuch dieser Schulweg ausgewiesen, der von der Wilhelmstraße (später Wassersportallee) abging. Die beiden Schulen für Grünau entstanden nördlich der Kirche, so dass vermutlich das heutige Südende der Walchenseestraße Schulweg heißen sollte. |
| Straße am Teltowkanal             | Teltowkanal                                                              | um 1900  | vor 1925  | →Am Kanal                                                              | |
| Stromstraße                       | Strom Dahme, Richtung                                                    | vor 1900 | 1939      | →Rießerseestraße                                                       | Ausgewiesen wurden hier ein Klubhaus vom ,Berliner Yachtklub’ sowie das Grundstück des ,Segler-Vereins 1907’. |
| Viktoriastraße                    | Kaiserin Auguste Viktoria                                                | vor 1900 | 1939      | →Eibseestraße                                                          | |
| Weg zum Freibad                   | Freibad                                                                  | um 1925  |           |                                                                        | eine nichtamtliche Bezeichnung für einen Weg von der Regattastraße zum Dahmeufer mit dem Freibad Grünau, nur einmal im Adressbuch enthalten |
| Wilhelmstraße                     | Friedrich Wilhelm II., König von Preußen                                 | vor 1900 | 1935      | →Wassersportallee                                                      | An der Wilhelmstraße 3 Ecke Mittelstraße befand sich in den 1920er Jahren die Polizeiwache vom Bezirksamt Köpenick, an der Nummer 16 Ecke Cöpenicker Straße ein Schlachthaus, an der Nummer 17 Ecke Viktoriastraße stand das Postamt Grünau. Die Gebäude wurden vermutlich abgerissen. |

Weitere nummerierte Straßen:
- Straßen 876 und 879 (1929 „Siedlung an der Bohnsdorfer Straße“; zwischen Straße 878 und Mittelweg), 56, (1943; zwischen Adlergestell und Grauammerpfad)

## Kleingartenanlagen
Im Ortsteil sind im 21. Jahrhundert folgende Kleingartenanlagen (KGA), früher auch Kolonien genannt, vorhanden.
- KGA ,Grünau’
Diese Gartenanlage ganz im Nordwesten des Ortsteiles nahm 1926 ihren Anfang mit einer Gesamtfläche von 11.520 m². In den folgenden Jahren und Jahrzehnten wichen die Schrebergärten einer festen Bebauung und die Zuwege wurden gewidmet. Im 21. Jahrhundert sind noch einige Parzellen erhalten im Gebiet Fuchsbau/Grauammerpfad, auch ein 1950 errichtetes Vereinshaus wird weiter genutzt.[34] Der größte Teil der Gartenfläche wird in heutiger Zeit ,Gartensiedlung Grünau’ genannt. Die 104 Parzellen der Anlage sind bis nach 2025 dauerhaft gesichert, danach soll eine Wohnbebauung erfolgen.[35]
- KGA ,Grünau’ (Bullenwiese) (Lage)
- KGA ,Krähenhorst (Grünau)’,
Krähenhorst ist der Name einer Kleingartenanlage aus den 1940er Jahren und dessen Hauptweg.[16]
(Eine offiziell gewidmete Straße Krähenhorst gibt es im Ortsteil Schmöckwitz.)[36]
- KGA Gründerstraße 27
Diese Anlage befindet sich mit der südlichen Hälfte im Ortsteil Berlin-Bohnsdorf, die Nordhälfte, zwischen der Gründerstraße und dem Bahndamm gelegen, gehört dagegen zu Grünau.[37]

## Parks, Friedhof, eine Insel sowie weitere Örtlichkeiten
- Berliner Forst
- Naturschutzgebiet Krumme Lake
- Waldfriedhof Grünau (Lage)
- Großer Rohrwall (Insel) (Lage).
Sie ist etwa 200 × 100 Meter groß. Die baumbestandene Insel liegt in der Dahme, die hier Langer See genannt wird, am Stromkilometer 41 der Spree-Oder-Wasserstraße (SOW). Der Große Rohrwall dient bereits mehr als 100 Jahre vor allem den Wassersportlern zur Freizeitgestaltung. Größter Nutzer ist der ,Segel Club Rohrwall e. V.’, der 1990 aus der früheren ,Betriebssportgemeinschaft BVB’ entstand.[38] und die Hälfte der Insel als Vereinsgelände gepachtet hat.[39] Die postalische Adresse ist Sportpromenade 12.
Zur Namensabgrenzung gibt es noch den Kleinen Rohrwall und die Rohrwallinsel, die jedoch nicht zu Grünau gehören.
- Richtershorn
eine Parzelle am Ufer der Dahme, die dem Richtershorner Ruderverein gehört, auch als freie Badestelle bekannt. Nahebei befindet sich die Gaststätte ,Richtershorn’, im 21. Jahrhundert auf Westernküche spezialisiert. (Deren offizielle Adresse ist Sportpromenade 17).
Der Name dieser Stelle geht auf den Grundbesitzer Richter und das Horn (anderes Wort für ‚Landzunge‘) zurück.